# Hrabstwo Hampton
Hrabstwo Hampton (ang. Hampton County) – hrabstwo w stanie Karolina Południowa w Stanach Zjednoczonych.

## Geografia
Według spisu z 2000 roku obszar całkowity hrabstwa obejmuje powierzchnię 563 mil2 (1458,16 km²), z czego  560 mil2 (1450,39 km²) stanowią lądy, a 3 mile2 (7,77 km²) stanowią wody. Według szacunków United States Census Bureau w roku 2012 miało 20 726 mieszkańców. Jego siedzibą administracyjną jest Hampton.

### Miasta
- Brunson
- Estill
- Furman
- Gifford
- Hampton
- Luray
- Scotia
- Varnville

### Sąsiednie hrabstwa
- Hrabstwo Bamberg, Karolina Południowa (północ)
- Hrabstwo Colleton, Karolina Południowa (wschód)
- Hrabstwo Beaufort, Karolina Południowa (południowy wschód)
- Hrabstwo Jasper, Karolina Południowa (południe)
- Hrabstwo Effingham, Georgia (południowy zachód)
- Hrabstwo Screven, Georgia (zachód)
- Hrabstwo Allendale, Karolina Południowa (północny zachód)